# Cochlospermum tinctorium
Cochlospermum tinctorium là một loài thực vật có hoa trong họ Bixaceae. Loài này được Perrier ex A.Rich. mô tả khoa học đầu tiên năm 1831.